# Just to Feel Anything
Just to Feel Anything — седьмой студийный альбом американского электронного трио Emeralds, выпущенный 6 ноября 2012 года на лейбле Editions Mego.

## Отзывы
| Совокупная оценка    | Совокупная оценка |
| Источник             | Оценка            |
| -------------------- | ----------------- |
| Metacritic           | 71/100            |
| Оценки критиков      |                   |
| Источник             | Оценка            |
| AllMusic             | [ 2 ]             |
| Beats Per Minute     | 72%               |
| Consequence of Sound | B                 |
| Exclaim!             | 7/10              |
| The Phoenix          | [ 6 ]             |
| Pitchfork            | 5.9/10            |
| PopMatters           | 6/10              |
| Spin                 | 7/10              |
| Tiny Mix Tapes       | [ 10 ]            |

Альбом получил положительные отзывы от музыкальных критиков.
В AllMusic отметили, что «Несмотря на то, что группа добилась заметного прогресса, именно ее самые знакомые моменты по-прежнему вызывают наибольший резонанс. Усиленные чиптюны и моменты кинопанорамы достаточно интересны, но лучше всего группа звучит, когда расширяет сочные тона и напряженные импровизации, над которыми она работала с самого начала».

## Список композиций
| №                   | Название                         | Длительность |
| ------------------- | -------------------------------- | ------------ |
| 1.                  | «Before Your Eyes»               | 4:05         |
| 2.                  | «Adrenochrome»                   | 6:10         |
| 3.                  | «Through & Through»              | 4:39         |
| 4.                  | «Everything Is Inverted»         | 6:34         |
| 5.                  | «The Loser Keeps America Clean»  | 3:39         |
| 6.                  | «Just to Feel Anything»          | 8:53         |
| 7.                  | «Search for Me in the Wasteland» | 8:11         |
| Общая длительность: | Общая длительность:              | 42:11        |